# Sille Beck-Hansen
Sille Beck-Hansen (født 3. december 1986 i Gladsaxe) er dansk ungdomspolitiker, og var næstformand for Konservativ Ungdom fra 2009 til 2011. Hun har siden 2005 været medlem af KU's landsorganisation, og stiftede sammen med fem andre Gladsaxe KU i 2007. Hun er er uddannet civiløkonom. 
Efter at have været medlem af KU's forretningsudvalg siden 2008 blev hun i 2009 næstformand. Hendes bror Kristoffer Beck er nu formand for Konservativ Ungdom og er desuden byrådsmedlem i Gladsaxe Kommune.
Sille Beck-Hansen blev på en ekstraordinær generalforsamling d. 30. september 2010 opstillet til Folketinget for Det Konservative Folkeparti i Brøndbykredsen. 
I sommeren 2018 blev hun ansat  som  særlig rådgiver for erhvervsminister Rasmus Jarlov